# Ceres Park
Het NRGi Park is een sportstadion in de Deense stad Aarhus. Het dateert uit 1920 en werd meermaals uitgebreid en gerenoveerd, voor het laatst in 2001. Het is in gebruik bij Aarhus GF, dat zowel een voetbal als een turn-afdeling kent. Naast een voetbalveld beschikt het over een atletiekbaan. In 2011 was het een van de stadions die werden gebruikt voor het Europees kampioenschap voor jeugdteams. Eigenaar is de gemeente Aarhus.
Op 12 september 2007 en 13 oktober 2007 speelde het Deense voetbalelftal hier twee kwalificatiewedstrijden voor het EK van 2008 omdat Denemarken vanwege een incident tijdens de EK-kwalificatiewedstrijd tegen Zweden twee wedstrijden niet in het eigen stadion in Kopenhagen mocht spelen.
Blue Water Arena (Esbjerg fB) ·
Brøndbystadion (Brøndby IF) ·
Cepheus Park Randers (Randers FC) ·
DS Arena (Hobro IK) ·
Farum Park (FC Nordsjælland) ·
MCH Arena (FC Midtjylland) ·
Nordjyske Arena (Aalborg BK) ·
NRGi Park (Aarhus GF) ·
Odensestadion (Odense BK) ·
Parken (FC Kopenhagen) ·
Sydbank Park (SønderjyskE) ·
Viborgstadion (Viborg FF)
CASA Arena Horsens (AC Horsens) ·
Harboe Arena Slagelse (FC Vestsjælland) ·
Helsingørstadion (FC Helsingør) ·
Herfølgestadion (HB Køge) ·
Hjørringstadion (Vendsyssel FF) ·
Lyngbystadion (Lyngby BK) ·
Mascot Park (Silkeborg IF) ·
Monjasa Park (FC Fredericia) ·
Næstvedstadion (Næstved BK) ·
Roskilde Idrætspark (FC Roskilde) ·
Spar Nord Arena (Skive IK) ·
Vejlestadion (Vejle BK)